# Jolanta Szulc
Jolanta Elżbieta Szulc z domu Czepek (ur. 1 listopada 1961 w Brodnicy) – polska działaczka samorządowa i lekarka, od 2008 do 2010 wicemarszałek województwa warmińsko-mazurskiego, następnie do 2011 członek zarządu województwa.

## Życiorys
Absolwentka Akademii Medycznej w Gdańsku, specjalizowała się w zakresie chorób wewnętrznych oraz chorób płuc. Prowadziła Niepubliczny Zakład Opieki Zdrowotnej „Eskulap” w Nowym Mieście Lubawskim. W wyborach samorządowych w 2002 uzyskała mandat radnej powiatu nowomiejskiego, startując z listy KWW Ziemia Nowomiejska 2002. W 2005 i w 2015 kandydowała do Sejmu z ramienia Polskiego Stronnictwa Ludowego.
W 2006 uzyskała reelekcję w wyborach do rady powiatu, tym razem jako kandydatka PSL. W 2007 reprezentowała tę partię w wyborach uzupełniających do Senatu w okręgu nr 33. W styczniu 2008 zastąpiła Piotra Żuchowskiego na stanowisku wicemarszałka województwa warmińsko-mazurskiego.
W 2010 uzyskała mandat radnej sejmiku warmińsko-mazurskiego. 30 listopada tego samego roku została powołana w skład zarządu województwa. W marcu 2011 złożyła rezygnację. W 2014 i 2018 wybierana do sejmiku na kolejne kadencje.
W 2002 odznaczona Srebrnym Krzyżem Zasługi.